# Cullumia selago
Cullumia selago là một loài thực vật có hoa trong họ Cúc. Loài này được Roessler mô tả khoa học đầu tiên năm 1959.